# República Florentina
A República de Florença, oficialmente a República Florentina (em italiano: Repubblica Fiorentina, pronúncia [reˈpubblika fjorenˈtiːna], ou Repubblica di Firenze), foi um estado medieval e moderno centrado na cidade italiana de Florença, na Toscana. A república originou-se em 1115, quando o povo florentino se rebelou contra a Margraviata da Toscana após a morte de Matilde da Toscana, que controlava vastos territórios que incluíam Florença. Os florentinos formaram uma comuna no lugar de seus sucessores. A república era governada por um conselho conhecido como Signoria de Florença. A signoria era escolhida pelo gonfaloniere (governante titular da cidade), que era eleito a cada dois meses pelos membros da guilda florentina.
Durante a história da República, Florença foi uma importante força cultural, econômica, política e artística na Europa. Sua moeda, o florim, tornou-se um padrão monetário mundial. Durante o período republicano, Florença foi também o berço do Renascentismo, que é considerado um período fervoroso de “renascimento” cultural, artístico, político e econômico europeu”.
A república tinha uma história conturbada de golpes e contragolpes contra várias facções. A facção Médici ganhou o governo da cidade em 1434 sob Cosme de Médici. Os Médici mantiveram o controle de Florença até 1494. João de Médici (mais tarde Papa Leão X) reconquistou a república em 1512.
Florença repudiou a autoridade Médici pela segunda vez em 1527, durante a Guerra da Liga de Cognac. Os Médici reassumiram seu domínio em 1531 após um cerco de onze meses à cidade, auxiliados pelo imperador Carlos V. O Papa Clemente VII, ele próprio um Médici, nomeou seu parente Alexandre de Médici como o primeiro "Duque da República Florentina", transformando assim a República em uma monarquia hereditária.
O segundo duque, Cosme I, estabeleceu uma forte marinha florentina e expandiu seu território, conquistando Siena. Em 1569, o papa declarou Cosme o primeiro grão-duque da Toscana. Os Médici governaram o Grão-Ducado da Toscana até 1737.

## Contexto

Itália em 1084, mostrando o Marquesado da Toscana

A cidade de Florença foi fundada em 59 a.C. por Júlio César. Desde 846 d.C., a cidade fazia parte do Marquesado da Toscana. Depois que a governante feminina do marquesado, Matilda da Toscana, morreu em 1115, a cidade não se submeteu prontamente ao seu sucessor Rabodo (r. 1116–1119), que foi morto em uma disputa com a cidade.
Não se sabe exatamente quando Florença formou seu próprio governo republicano/oligárquico independente do marquesado, embora a morte de Rabodo em 1119 deva ser um ponto de virada. A primeira menção oficial da república florentina foi em 1138, quando várias cidades ao redor da Toscana formaram uma liga contra Henrique X da Baviera. O país era nominalmente parte do Sacro Império Romano-Germânico.
De acordo com um estudo realizado por Enrico Faini da Universidade de Florença, havia cerca de quinze antigas famílias aristocráticas que se mudaram para Florença entre 1000 e 1100: Amidei, Ardinghi, Brunelleschi, Buondelmonti, Caponsacchi, Donati, Fifanti, Gherardini de Montagliari, Guidi, Nerli, Porcelli, Sacchetti, Scolari, Uberti e Visdomini.